# Barkijaruk
Barkijaruk (albo Berk-Jaruk. Pełne imię: Abu al-Muzaffar Rukn ad-Din Barkijaruk ibn Malikszah) (pers. أبو المظفر ركن الدنيا والدين بركياروق بن ملكشاه) (ur. 1079  – zm. 22 grudnia 1104) – sułtan Wielkich Seldżuków w latach 1092–1104.

## Życiorys
Jego imię oznacza "silna, wyraźna jasność". Był najstarszym synem Malikszaha, jednak mimo to w chwili śmierci swojego ojca miał zaledwie trzynaście lat. W tak młodym wieku musiał stawić czoło wdowie po swoim ojcu, Tarkan-chatun, która chciała osadzić na tronie swojego syna Mahmuda I, jak i seldżuckiej tradycji dzielenia schedy po ojcu pomiędzy wszystkich synów.
Po śmierci Malikszaha Tarkan-chatun za cenę wielkich pieniędzy uzyskała od turkmeńskich emirów uznanie Mahmuda sułtanem, kalif Al-Muktadi zaś, który wraz z nią otruł jej męża, wprowadził imię jej syna do chutby. Przebywającego wtedy w Isfahanie Barkijaruka przed niechybną śmiercią ochroniła gwardia niedawno zmarłego wezyra Nizama al-Mulka. Wkrótce w Reju stronnictwo skupione wokół synów i dawnych współpracowników Nizama al-Mulka obwołało go sułtanem, prawdopodobnie uznając, że najlepiej nadaje się on do zachowania w całości dziedzictwa swojego ojca. Niedługo potem zwolennicy Barkijaruka pokonali oddziały popierające Mahmuda pod miasteczkiem Burudżird, niedaleko Isfahanu, a Mahmud ostatecznie zmarł jesienią 1094 roku, niedługo po swojej matce. Już kilka miesięcy wcześniej kalif formalnie uznał przewagę Barkijaruka wprowadzając jego imię do chutby. Nowy sułtan był teraz w stanie odeprzeć zamachy na swoją władzę powzięte przez ambitnych krewnych - wuja Arslana Arguna w Chorasanie, oraz w roku 1095, znacznie poważniejszy, drugiego wuja, Tutusza, który zginął w bitwie. Władza Barkijaruka w Iraku i Dżibalu była teraz mocno ugruntowana, jednak był zmuszony do pozostawienia jako w praktyce niezależnych władców synów Tutusza w Syrii oraz swoich przyrodnich braci - Muhammada Tapara i Ahmada Sandżara odpowiednio w  Azerbejdżanie, i Chorasanie.
W 1099 roku Muhammad Tapar, popierany przez Sandżara i niedawnego wezyra Barkijaruka Mu'ajjada al-Mulka ibn Nizam al-Mulka, wszczął bunt. Dalsze dzieje panowania Barkijaruka to ciągłe wojny z Muhammadem, podczas których tureccy emirowie bezustannie przechodzili z jednej strony na drugą, nie chcąc dopuścić do powrotu silnej władzy centralnej, a z braku pieniędzy sułtan musiał się uciekać do desperackich środków w rodzaju konfiskaty prywatnych dóbr i korzystania z usług isma'ilickich żołnierzy, co ściągnęło na niego oskarżenia o ich faworyzowanie. 5 kwietnia 1101 roku w bitwie pod Hamadanem Barkijaruk pokonał swoich braci, co utwierdziło jego władzę w Iraku oraz zachodnim i centralnym Iranie. Niedługo potem był już jednak poważnie chory, dlatego doprowadził do tego, że w marcu 1104 roku synowie Malikszaha zawarli między sobą układ, zgodnie z którym Barkijaruk uznał Muhammada malikiem (królem) Azerbejdżanu, Al-Dżaziry i Diyarbakiru, a Sandżara malikiem Chorasanu, samemu pozostając "wielkim sułtanem", dzierżącym władzę w Iraku i zachodnim Iranie. Jeszcze w tym samym roku w wyniku kolejnego buntu Barkijaruk był zmuszony uznać Muhammada Tapara równorzędnym sułtanem Azerbejdżanu, Kaukazu i Syrii, po czym zmarł 22 grudnia 1104 roku, pozostawiając po sobie małoletniego syna Malikszaha.
Za panowania Barkijaruka został zapoczątkowany proces rozpadu sułtanatu Wielkich Seldżuków, który doprowadził do powstania niezależnych państw rządzonych przez boczne gałęzie dynastii w Anatolii, Syrii i Kermanie.